# (200175) 1999 JH14
(200175) 1999 JH14 es un asteroide perteneciente a asteroides que cruzan la órbita de Marte, descubierto el 13 de mayo de 1999 por el equipo del Lincoln Near-Earth Asteroid Research desde el Laboratorio Lincoln, Socorro, Nuevo México.

## Designación y nombre
Designado provisionalmente como 1999 JH14.

## Características orbitales
1999 JH14 está situado a una distancia media del Sol de 2,308 ua, pudiendo alejarse hasta 2,987 ua y acercarse hasta 1,629 ua. Su excentricidad es 0,294 y la inclinación orbital 21,54 grados. Emplea 1280,98 días en completar una órbita alrededor del Sol.

## Características físicas
La magnitud absoluta de 1999 JH14 es 16.